# Bernie Sanders
Bernard "Bernie" Sanders (sinh ngày 8 tháng 9 năm 1941) là một chính trị gia Mỹ và Thượng nghị sĩ đến từ Vermont. Là thành viên đảng Dân chủ năm 2015, ông đã là chính trị gia độc lập phục vụ lâu nhất ở Mỹ trong lịch sử của Quốc hội, mặc dù gốc gác với đảng Dân chủ khiến ông được giao một số vị trí đại diện, và có lần khiến đảng Dân chủ chiếm đa số. Sanders đã được phân hạng thành viên thiểu số trong Uỷ ban Ngân sách Thượng viện kể từ tháng 1 năm 2015, và trước đó phục vụ trong hai năm là chủ tịch của Ủy ban Cựu chiến binh Thượng viện. Ông là một ứng cử viên của đảng Dân chủ tranh cử Tổng thống Hoa Kỳ vào năm 2016 và 2020 nhưng không thành công.

## Tiểu sử
Sanders đã được sinh ra và lớn lên tại Brooklyn, thành phố New York. Ông tốt nghiệp Đại học Chicago vào năm 1964. Khi còn là sinh viên, Sanders là một thành viên của Liên đoàn xã hội chủ nghĩa thanh niên và quyền dân sự phản đối tổ chức hoạt động cho Đại hội bình đẳng chủng tộc và các Ủy ban Điều phối Sinh viên bất bạo động.

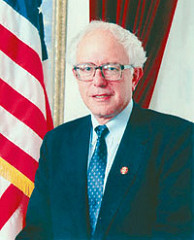
Bernie Sanders năm 1991

Sau khi định cư ở Vermont vào năm 1968, Sanders tiến hành các chiến dịch của bên thứ ba cho chức thống đốc và nghị sĩ Hoa Kỳ vào đầu đến giữa những năm 1970, nhưng không thành công. Với tư cách một ứng viên độc lập, ông được bầu làm thị trưởng thành phố Burlington, thành phố đông dân nhất của Vermont, vào năm 1981. Ông được bầu lại ba lần. Năm 1990, ông được bầu làm đại diện cho Vermont trong Nghị viện Hoa Kỳ. Năm 1991, Sanders đồng sáng lập Caucus của Quốc hội. Ông là đại biểu quốc hội trong 16 năm trước khi được bầu vào Thượng viện Hoa Kỳ vào năm 2006. Năm 2012, ông tái đắc cử với 71% số phiếu phổ thông.
Sanders nổi bật sau đợt vận động 2010 của mình chống lại đề xuất mở rộng cắt giảm thuế của Bush. Sanders ủng hộ các chính sách tương tự như của các đảng dân chủ xã hội ở châu Âu, đặc biệt là những thiết lập bởi các nước Bắc Âu. Ông là một tiếng nói tiến bộ hàng đầu về các vấn đề như sự bất bình đẳng thu nhập, y tế phổ quát, cha mẹ để lại, biến đổi khí hậu, quyền LGBT, và cải cách tài chính. Sanders từ lâu đã chỉ trích chính sách đối ngoại của Mỹ và là một đối thủ thẳng thắn ngay từ đầu của chiến tranh Iraq. Ông cũng thẳng thắn về các quyền dân sự và các quyền tự do dân sự, và chỉ trích mạnh mẽ tệ phân biệt chủng tộc trong hệ thống tư pháp hình sự và các chính sách giám sát đại chúng như Đạo luật Ái quốc Hoa Kỳ và các chương trình giám sát của NSA.

## Tranh cử Tổng thống
Năm 2016, Sander quyết định tranh cử Tổng thống và là ứng viên lớn tuổi nhất.
Trong các cuộc thăm dò, Sander luôn bám sát ứng viên Hillary Clinton và được ủng hộ lớn.
Nhưng trong cuộc bầu cử sơ bộ, Sander thất bại trước bà Clinton khiến nội bộ Đảng Dân Chủ bị chia rẽ khiến Hillary Clinton mất tín nhiệm tại các bang như Vermont, Ohio và Pennsylvania.
Sau Đại hội Đảng, nhiều người biểu tình giương khẩu hiệu "Sander hoặc không ai hết" mặc dù Sander đã kêu gọi cử tri đoàn kết ủng hộ cho Hillary Clinton. Đây là một nguyên do cho sự chiến thắng của ứng viên Đảng Cộng hòa Donald Trump.
Ông đã tái tranh cử Tổng thống Hoa Kỳ vào năm 2019 để chuẩn bị cho cuộc Bầu cử tổng thống Hoa Kỳ 2020 sắp tới